# にかほ市コミュニティバス
にかほ市コミュニティバス（にかほしコミュニティバス）は、秋田県にかほ市が運行するコミュニティバスである。2008年（平成20年）より試験運行を開始し、2011年（平成23年）4月1日より本格運行を開始した。
羽後交通の廃止代替バスでもある。市内に本社を置くタクシー・貸切バス事業者の象潟合同交通へ運行を委託している。

## 概要
にかほ市では、市内を運行していた羽後交通の一般路線バスの廃止により、路線バスが走らない地域が生じるに至った。市ではその廃止代替として、交通空白地域や交通不便地域の解消、高齢者など交通弱者の外出促進、公共施設の利用促進などを進め、住民福祉の向上と地域活性化を図ることを目的として、2008年よりコミュニティバスの試験運行を開始し、2011年度より本格運行へ移行した。
2011年4月1日の運行開始時は、釜ヶ台線（旧仁賀保線）、大竹線（旧大竹線）、上郷・長岡線（旧長岡線）、上郷・小滝線（旧鳥海線）の4路線で運行を開始した。試験運行から本格運行への移行にあたり、経路変更や利用率の低かった時間帯の減便などの変更が行われている。運行開始時は、大竹線は9人乗りジャンボタクシー、その他の3路線は29人乗りの小型バスで運行していた。
本格運行開始時は、運賃は初乗り200円、最大300円（釜ヶ台線は最大500円）の対キロ多区間制運賃を採用していた。未就学児は無料、小中学生および障害者は運賃半額とした。また本格運行への移行に際し、運転免許証を返納した高齢者に対するコミュニティバスの運賃割引制度が創設された。
市内の鉄道駅である仁賀保駅、金浦駅、象潟駅を拠点として（合併前の仁賀保町、金浦町、象潟町の拠点でもある）、市役所の3庁舎（旧3町の庁舎）など市内の公共施設、医療機関、マックスバリュなどの商業施設、TDK歴史みらい館などの観光施設を結んで運行している。また羽後交通の一般路線バスとの乗り継ぎも考慮されている。
小型バスで運行する釜ヶ台線と上郷線（循環路線の両回りとも。元は別個の2路線だったものを統合して循環路線化した）の2路線は象潟合同タクシー（当時）、ジャンボタクシーで運行する院内線と大竹線は、三共サービス・富士タクシー営業所（当時）が受託していた。2020年以降は両社の統合により、象潟合同交通が運行を受託している。
2021年（令和3年）4月1日、路線再編とダイヤ改正を行い、平沢線が芹田 - 両前寺を結ぶ路線へ変更された。
2022年現在、釜ヶ台線、大竹線、上郷・長岡線、上郷・小滝線、平沢線、院内・小出線の6路線が運行されている。バスロケーションシステムを採用しており、バスの走行位置が携帯電話やスマートフォンなどで確認できる。
なお2023年10月現在、象潟合同交通は一般乗合旅客自動車運送事業（乗合バス）免許は取得していないため、にかほ市コミュニティバスは貸切バス免許による貸切代替バス（21条バス）である。

## 運賃・乗車券類
- 運賃は1乗車200円均一[3]。
- 専用の回数乗車券が発売されている[1]。
- 市内在住の小中学生、障害者、運転免許返納者、高齢者（75歳以上）は乗車無料[1]。
- 秋田県立仁賀保高等学校まで運行される羽後交通の一般路線「小砂川線」に200円で乗車できる回数券「200円乗車券」を販売している[1]。
- 上記のコミュニティバス乗車無料対象者には「小砂川線」に無料乗り継ぎできる「無料乗車券」を車内で交付している[1]。

## 現行路線
全路線がフリー乗降制を採用しており、一部区間をのぞいてバス路線上であればどこでも乗降できる。乗車の際は手を挙げて乗務員に知らせる。
主要停留所のみ記載。日曜日・祝日・年末年始は全路線運休。

### 釜ヶ台線
- 仁賀保駅前 - マックスバリュにかほ前 - ビフレ前[注釈 2] - スマイル前[注釈 3] - 仁賀保中学校前 - 院内小学校前 - 小出診療所前 - 釜ヶ台

### 大竹線
- 金浦駅前 - 金浦郵便局前 - マックスバリュ金浦前 - 金浦庁舎前 - 夕日ヶ丘クリニック前 - はまなす前[注釈 4] - 金浦温泉前 - 大竹 - 仁賀保中学校前 - スマイル前[注釈 3] - ビフレ前[注釈 2] - マックスバリュにかほ前 - 仁賀保駅前
  - 土曜日運休。

### 上郷・長岡線
- 象潟駅前 - B&G海洋センター前[注釈 5] - ねむの丘 - 商工会館前 - 金病院前 - マックスバリュ象潟前 - 市役所前 - 長岡 - 湯の台

### 上郷・小滝線
- 象潟駅前 - ねむの丘 - B&G海洋センター前[注釈 5] - 商工会館前 - 金病院前 - マックスバリュ象潟前 - 体育館前 - 御嶽公園前 - 団地前 - 小滝 - 白滝旅館前 - 奈曽滝前 - 象潟病院前 - 湯の台

### 平沢線
- はまなす団地前 - 両前寺 - 武道館前 - 飛良泉本舗前 - 仁賀保駅前 - 仁賀保庁舎前 - ビフレ前[注釈 2] - マックスバリュにかほ店前 - 平沢新町 - TDK歴史みらい館前 - 午ノ浜温泉前 - 芹田
  - 土曜日運休。

### 院内・小出線
- 仁賀保駅前 - 仁賀保庁舎前 - スマイル前[注釈 3] - ビフレ前[注釈 2] - マックスバリュにかほ前 - 横根 - 院内自治会館前 - 小国 - 上小国 - 水沢 - 畑 - 伊勢居地 - 小出診療所前 - 堺 - 十文字 - 仁賀保中学校前 - スマイル前[注釈 3] - ビフレ前[注釈 2] - マックスバリュにかほ前 - 平沢新町 - 仁賀保駅前
  - 土曜日運休。

### 小砂川線
- 象潟駅前 - マックスバリュ武道島店前 - 中学校前 - 大谷地 - はまなす団地入口 - 上浜駅前 - 大砂川 - 川袋 - 小砂川駅前 - 中磯 - 三崎公園前
  - 2023年12月1日運行開始予定[1]。
  - 土曜日運休。

主な経由地

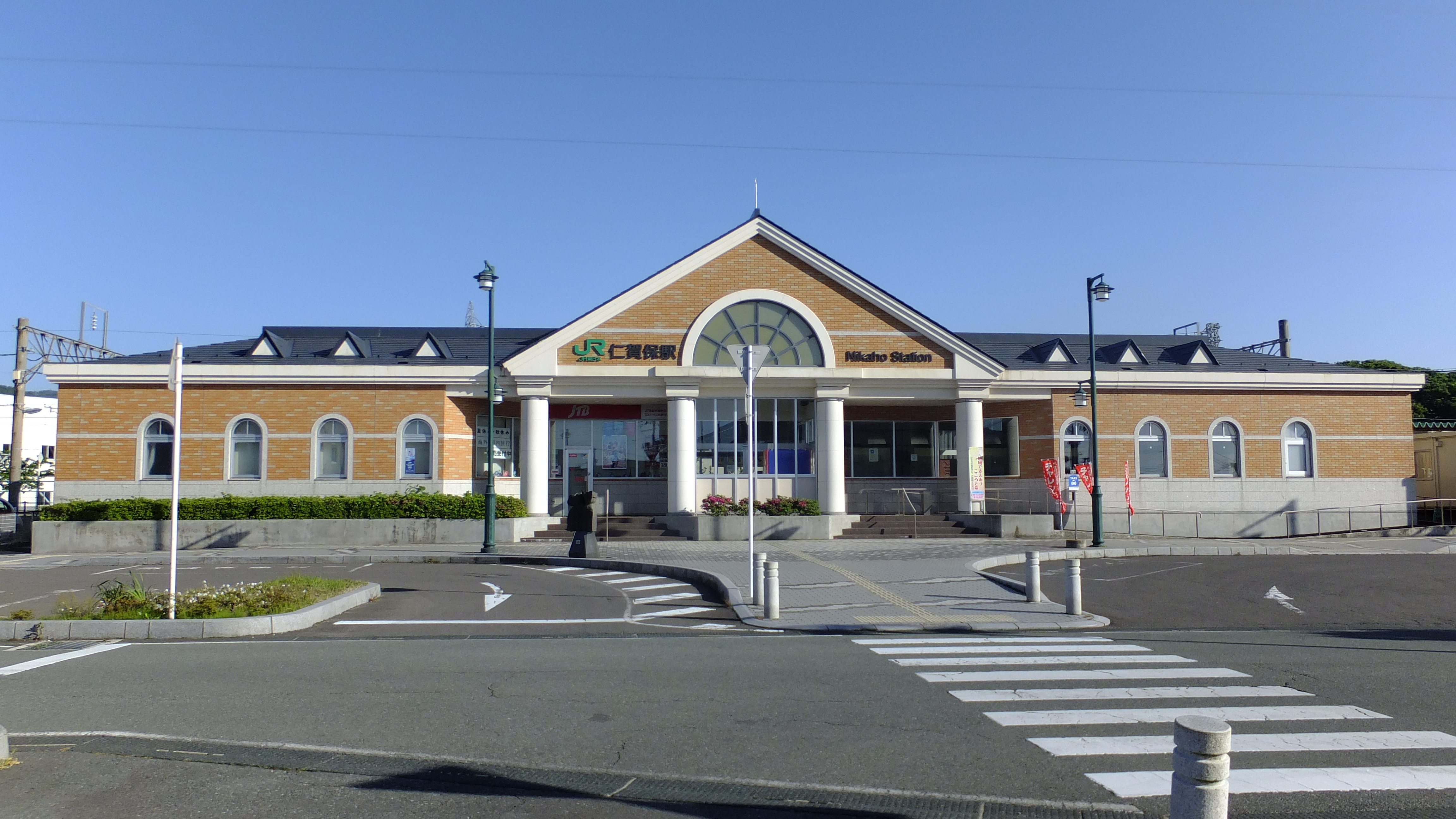
仁賀保駅
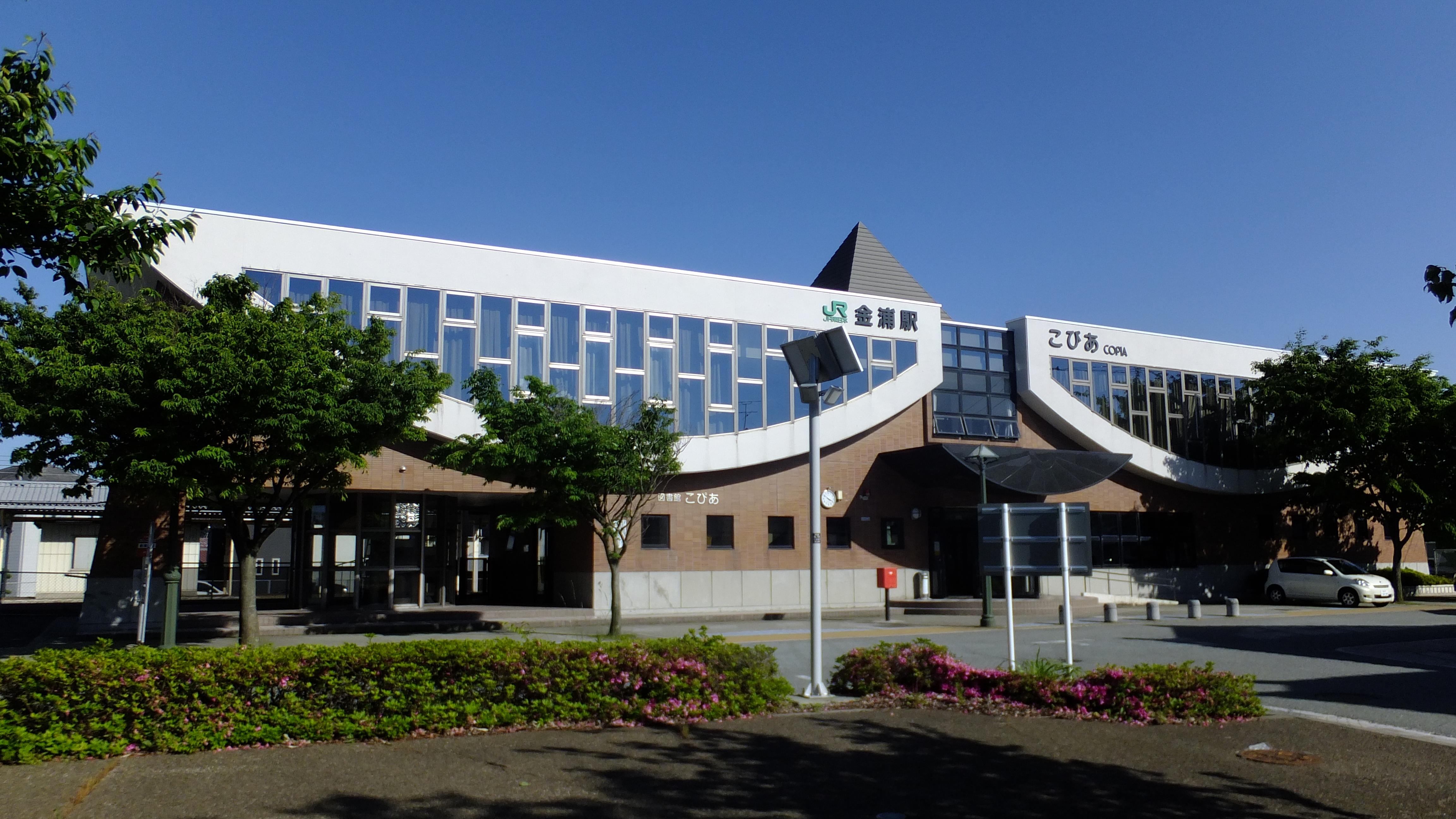
金浦駅
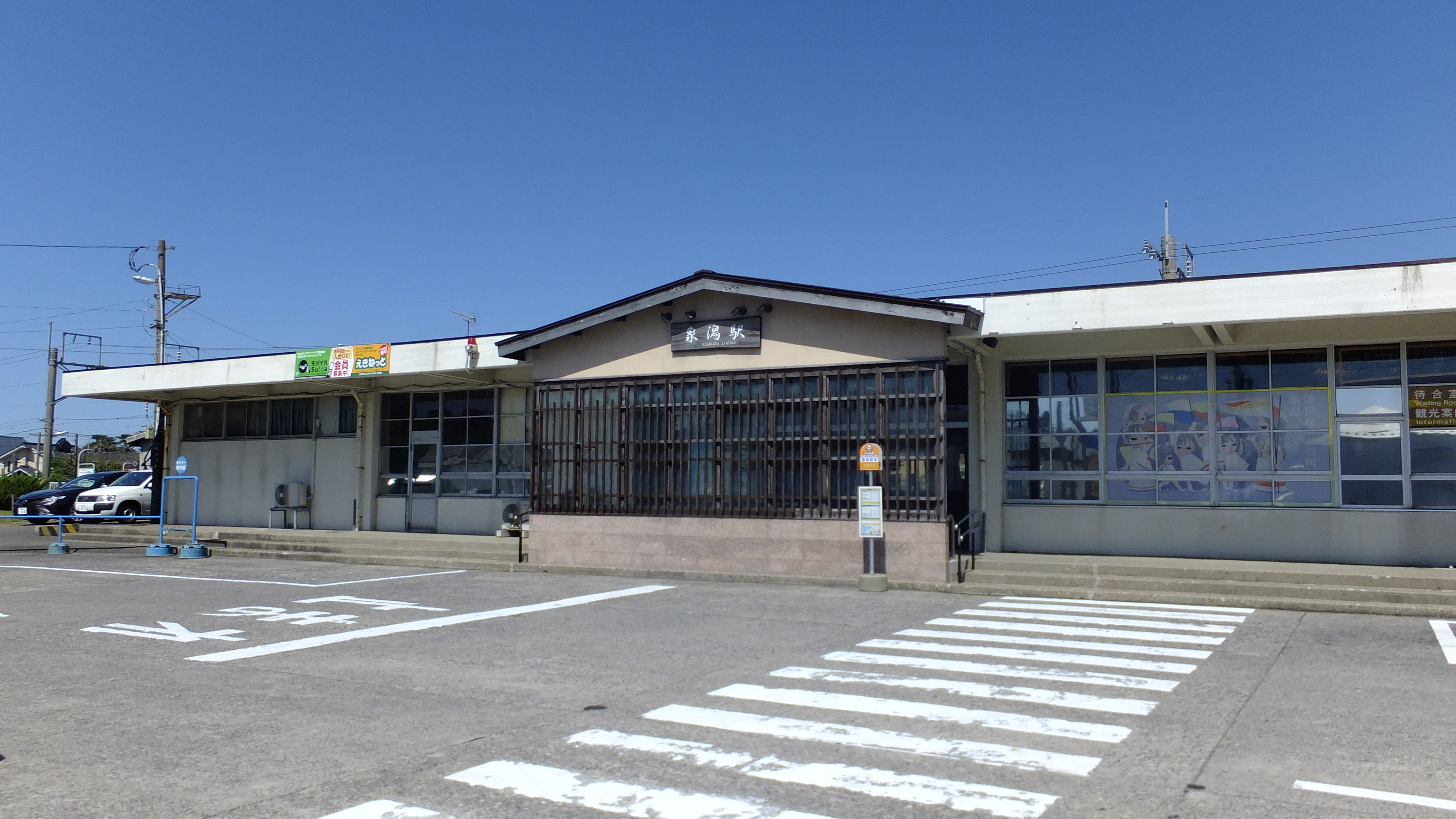
象潟駅
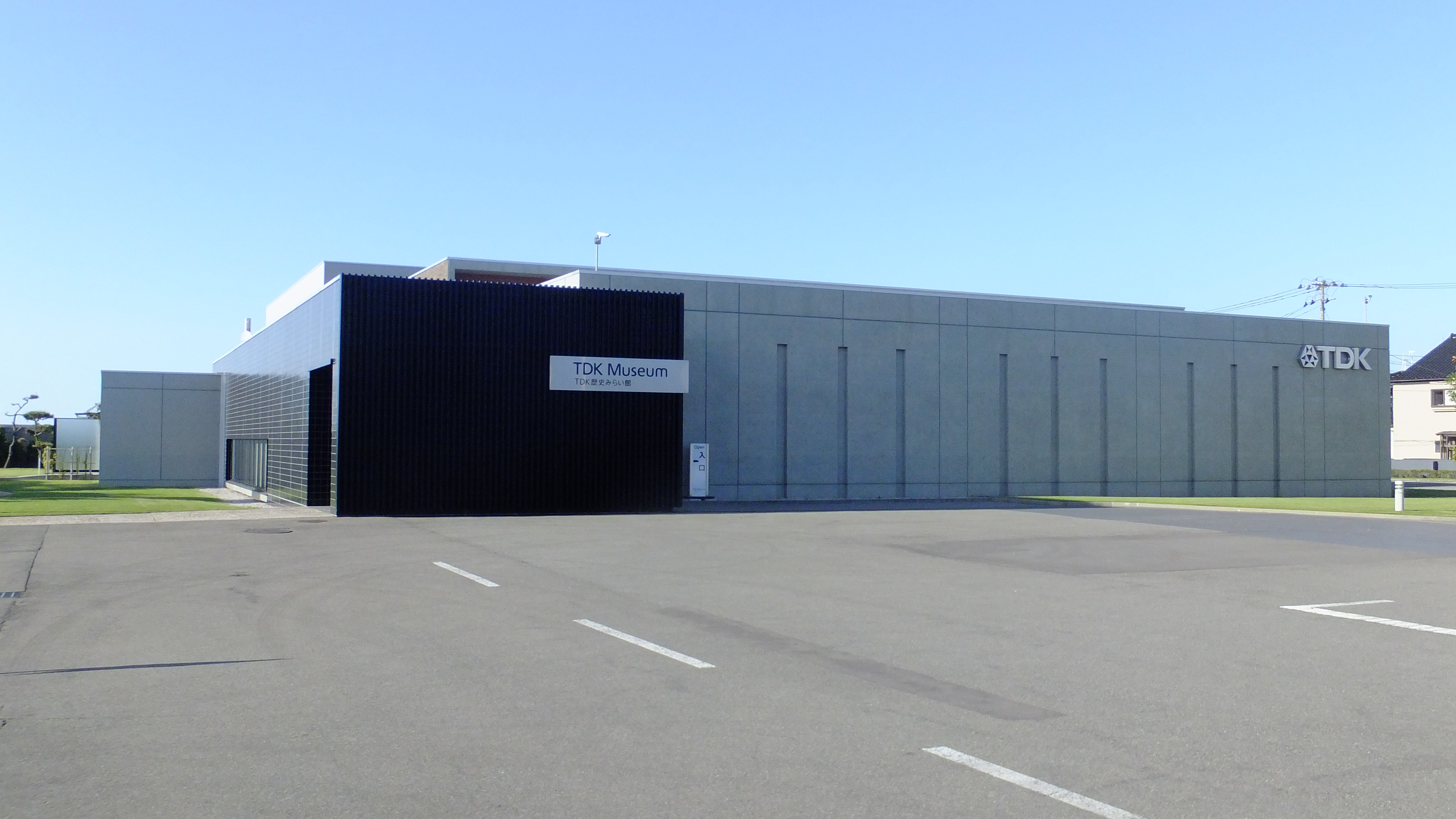
TDK歴史みらい館
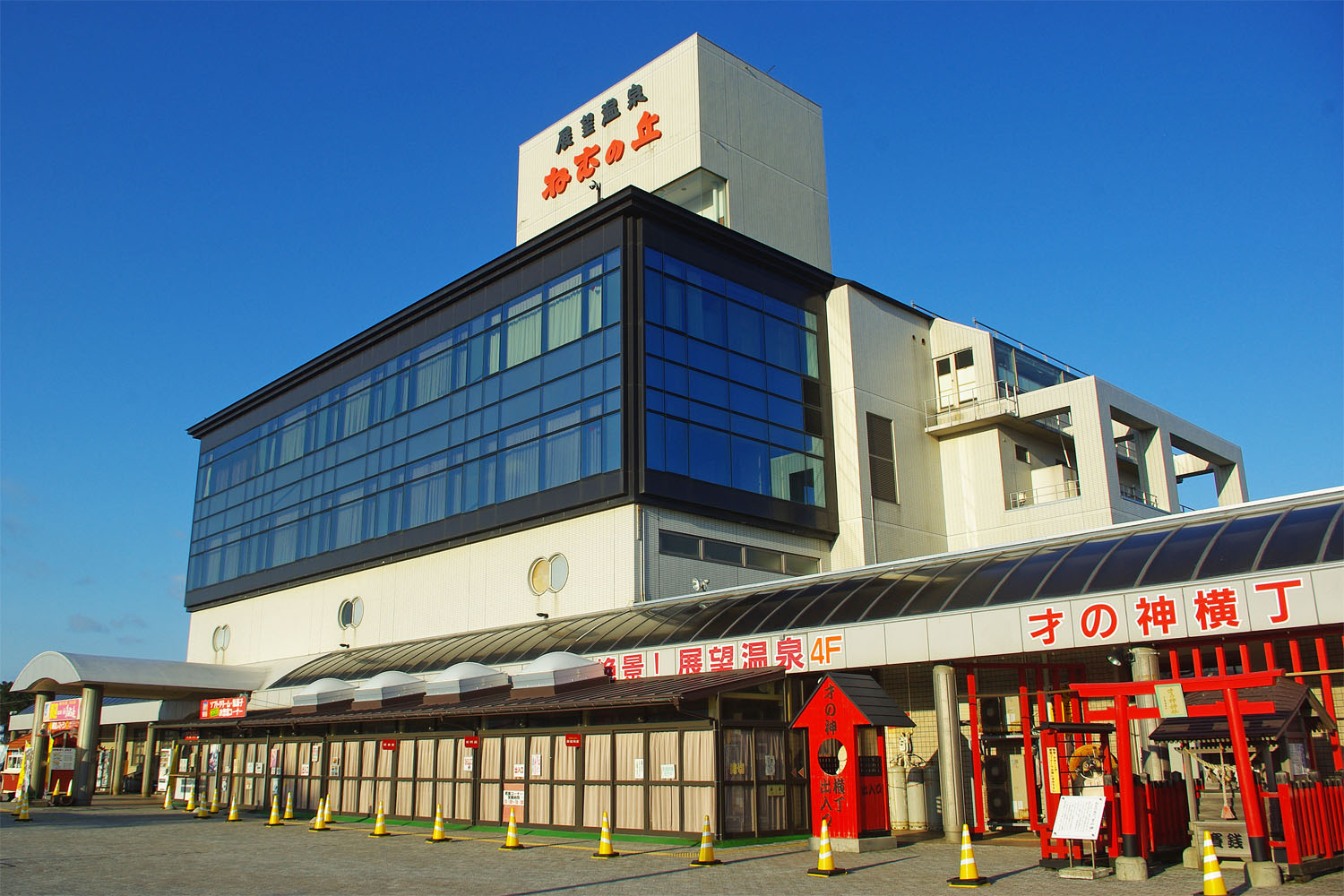
道の駅象潟「ねむの丘」
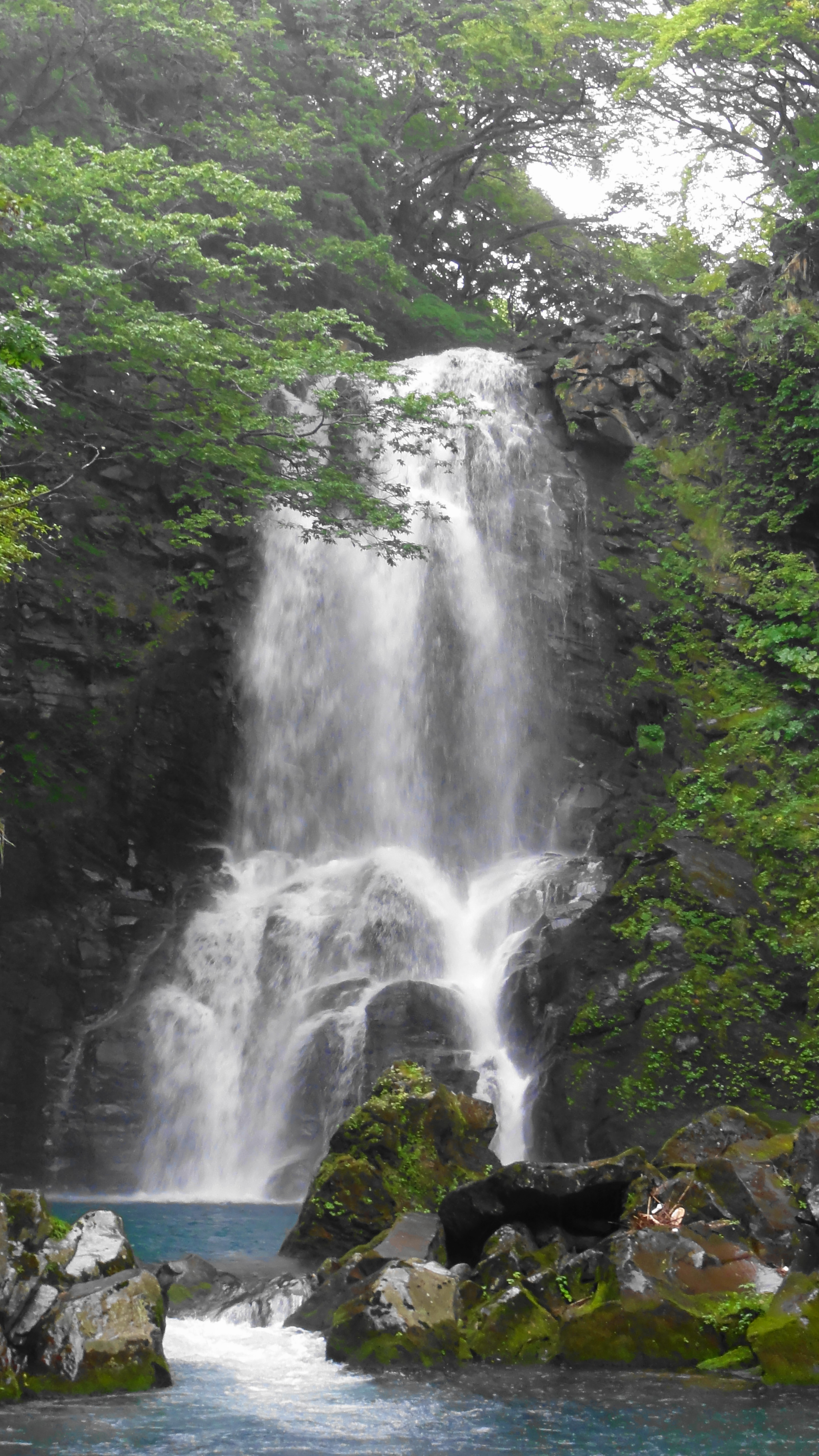
奈曽の白滝

## 車両

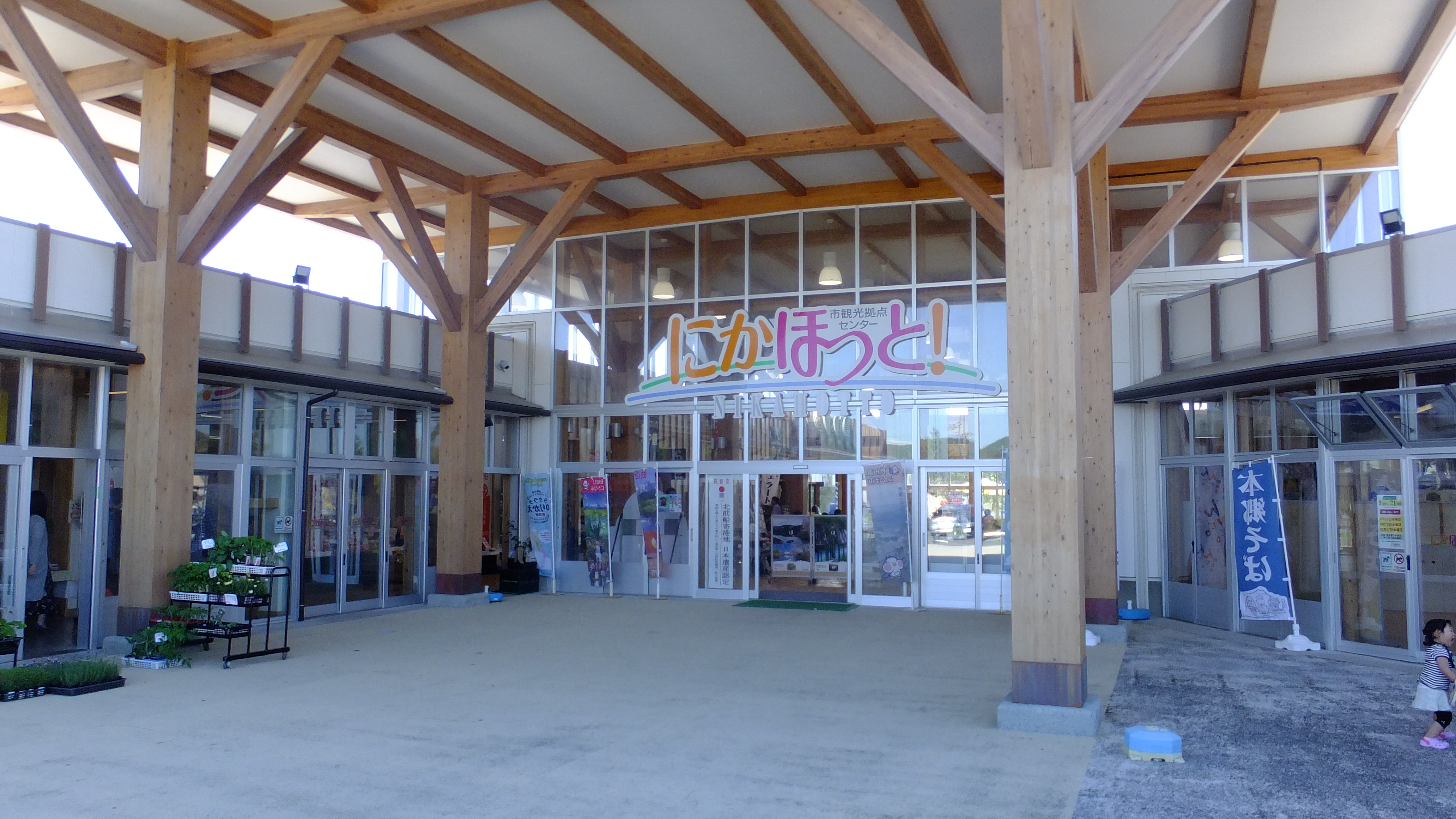
市観光拠点センター「にかほっと!」
道の駅象潟「ねむの丘」にある。ここで「超神ネイガー」ラッピングバスの運行開始式が行われた。

運行開始時は、小型バス（29人乗り）は日野・リエッセのトップドア観光型、ジャンボタクシー（9人乗り）はトヨタ・ハイエースを使用していた。
その後、バリアフリーに対応して車椅子でも乗車可能なノンステップバスに車両代替され、日野・ポンチョが3台導入された。3台の車両はオレンジ・グリーン・ブルーの3色に塗り分けられ、オレンジにはにかほ市のローカルヒーロー「超神ネイガー」、グリーンには「鳥海山・飛島ジオパーク」など、地域の風物がラッピングされている。
2017年3月9日には「超神ネイガー」ラッピングバスの運行開始式が、市観光拠点センター「にかほっと!」で開催され、車内アナウンスにも超神ネイガーが秋田弁で話す音声18種類が用意された。運行開始式には横山忠長市長とともに、超神ネイガー自身も登場してコミュニティバスの利用促進を呼びかけた。